# Student en Stad
Student en Stad (Estudiant i Ciutat) és un partit polític local del municipi de Groningen (Països Baixos). Va ser fundat el 1993 per tres estudiants: Laurens Tuinhout, Martijn van Maanen i Hugo Prakke, amb l'objectiu de reduir la distància entre els estudiants i els stadjers (la gent de la ciutat de Groningen). Trobaven que els temes dels estudiants no estaven gaire ben tractats al consell municipal, només de manera negativa, i que s'ignorava la falta d'habitatges.
Des de les eleccions municipals del 1994, el partit està representat al consell municipal amb almenys un escó. Actualment en té dos.